# DDIT3
DDIT3（DNA damage-inducible transcript 3）またはCHOP（C/EBP homologous protein）は、DDIT3遺伝子にコードされるアポトーシス促進性の転写因子である。DNA結合型転写因子のC/EBPファミリーの一員である。このタンパク質はC/EBPファミリーの他のメンバーとヘテロ二量体を形成し、ドミナントネガティブ型の阻害因子としてそれらのDNA結合活性を阻害する。アディポジェネシスや赤血球形成への関与が示唆されており、細胞のストレス応答に重要な役割を果たす。

## 構造
C/EBPファミリーのタンパク質はC末端に保存された塩基性ロイシンジッパードメイン（bZIP）が存在し、この領域はDNA結合能を持つホモ二量体の形成、または他のタンパク質やC/EBPファミリーの他のメンバーとのヘテロ二量体の形成に必要である。

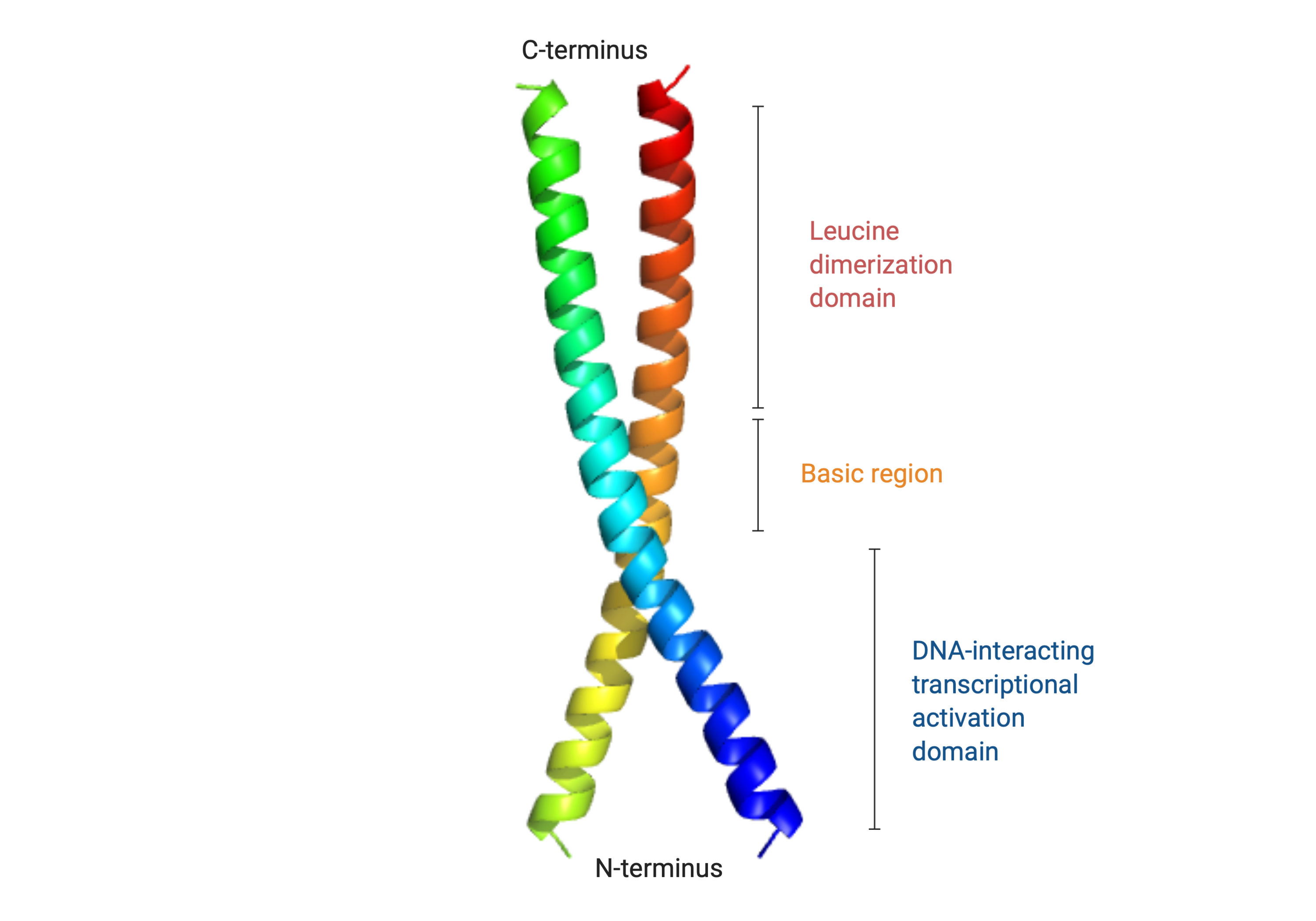
CHOPの構造

## 調節と機能
CHOPは上流と下流でさまざまな調節的相互作用を行っており、病原性微生物やウイルスの感染、アミノ酸枯渇、小胞体ストレスなどさまざま刺激によって引き起こされるアポトーシス、ミトコンドリアストレス、神経疾患やがんに重要な役割を果たしている。
正常な生理的条件下では、CHOPは非常に低レベルで普遍的に存在している。しかしながら、小胞体ストレス条件下ではCHOPの発現はさまざまな細胞種で急上昇し、アポトーシス経路の活性化を伴う。こうした過程は、PERK、ATF6、IRE1αの3つの因子によって主に調節されている。

### 上流の調節経路
小胞体ストレス下では、CHOPは統合的ストレス応答経路の活性化を介して誘導される。統合的ストレス応答では、翻訳開始因子eIF2αのリン酸化、そして転写因子ATF4の誘導が行われ、CHOPなど標的遺伝子のプロモーターに収束する。
統合的ストレス応答、そしてCHOPの発現は、次の因子によって誘導される。
- アミノ酸枯渇（GCN2（英語版）を介して）[13]
- ウイルス感染（PKRを介して）[14]
- 鉄の欠乏（HRI（英語版）を介して）[15]
- 小胞体でのフォールディングしていない、または誤ってフォールディングしたタンパク質の蓄積によるストレス（PERKを介して）[16]

小胞体ストレス下では、活性化された膜貫通タンパク質ATF6は核へ移行してATF/cAMP応答エレメント（ATF/cAMP response element）や小胞体ストレス応答エレメント（ER stress-response element）と相互作用し、UPR（unfolded protein response）に関与するいくつかの遺伝子（CHOP、XBP1など）の転写を誘導する。このようにATF6はCHOPやXBP1の転写を活性化し、XBP1もまたCHOPの発現をアップレギュレーションする。
小胞体ストレスは膜貫通タンパク質IRE1αの活性も刺激する。IRE1αは活性化に伴ってXBP1のmRNAのイントロンをスプライシングすることで成熟型で活性型のXBP1タンパク質の産生をもたらし、CHOPの発現をアップレギュレーションする。IRE1αはASK1の活性化も刺激する。その後ASK1はJNKやp38MAPKといった下流のキナーゼを活性化し、CHOPとともにアポトーシスの誘導に参加する。p38MAPKファミリーのタンパク質はCHOPのSer78とSer81をリン酸化し、細胞のアポトーシスを誘導する。JNK阻害剤はCHOPのアップレギュレーションを抑制することが示されており、JNKの活性化もCHOP濃度の調節に関与していることが示唆される。

### 下流の経路

#### ミトコンドリア依存的経路を介したアポトーシスの誘導
CHOPは転写因子として、Bcl-2ファミリーやGADD34、TRB3をコードする遺伝子など、多くの抗アポトーシス遺伝子やアポトーシス促進遺伝子の発現を調節する。CHOP誘導性アポトーシス経路において、CHOPはBcl-2ファミリーの抗アポトーシスタンパク質（BCL2、BCL-XL、MCL1、BCL-W）やアポトーシス促進タンパク質（BAK、BAX、BOK、BIM、PUMAなど）の発現を調節する。
小胞体ストレス下では、CHOPは転写アクチベーターもしくはリプレッサーのいずれかとして機能する。CHOPはbZIPドメインを介した相互作用によって他のC/EBPファミリー転写因子とヘテロ二量体を形成し、C/EBPファミリー転写因子が担う遺伝子発現を阻害するとともに、12–14 bpの特異的シス作用エレメントを含む他の遺伝子の発現を亢進する。CHOPは抗アポトーシス性のBCL2の発現をダウンレギュレーションし、アポトーシス促進性タンパク質（BIM、BAK、BAX）の発現をアップレギュレーションする。BAXとBAKのオリゴマー化はミトコンドリアからのシトクロムcやアポトーシス誘導因子（AIF）の放出を引き起こし、最終的には細胞死を引き起こす。
TRB3は、小胞体ストレスによって誘導される転写因子ATF4-CHOPによってアップレギュレーションされる。CHOPはTRB3と相互作用し、アポトーシスの誘導に寄与する。TRB3の発現はアポトーシス促進作用を有するため、CHOPはTRB3の発現のアップレギュレーションを介したアポトーシスの調節も行っていることとなる。

#### デスレセプター経路を介したアポトーシスの誘導
デスレセプターを介したアポトーシスはデスリガンド（Fas、TNF、TRAIL）とデスレセプターの活性化を介して行われる。活性化に伴って、受容体タンパク質やFADDは細胞死誘導シグナル伝達複合体（DISC）を形成し、下流のカスパーゼカスケードを活性化してアポトーシスを誘導する。

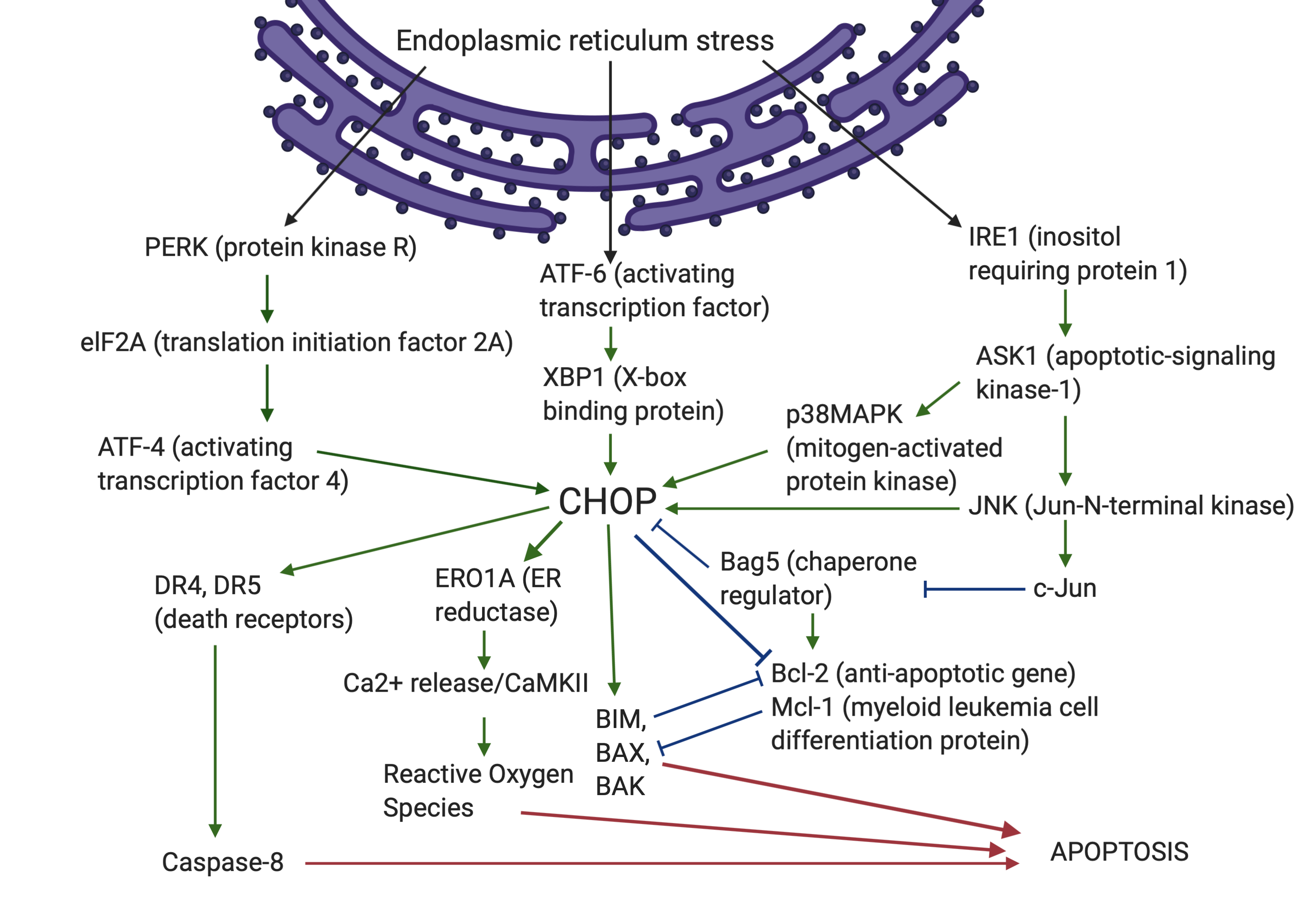
CHOPの上流と下流の経路の概要

PERK-ATF4-CHOP経路は、デスレセプターDR4、DR5の発現をアップレギュレーションすることでアポトーシスを誘導する。CHOPのN末端ドメインはリン酸化された転写因子JUNと複合体を形成し、DR4やDR5の発現を調節する。長期的な小胞体ストレス条件下では、PERK-CHOP経路の活性化によってDR5タンパク質レベルが上昇し、DISCの形成が加速される。それによってカスパーゼ-8が活性化され、アポトーシスが引き起こされる。

#### その他の下流経路を介したアポトーシスの誘導
CHOPは、ERO1α遺伝子の発現の増加を介してのアポトーシスの媒介も行う。ERO1αは小胞体での過酸化水素の産生を触媒する。小胞体が極めて酸化的状態になると過酸化水素が細胞質に漏出し、活性酸素種の産生、一連のアポトーシス応答や免疫応答が誘導される。
CHOPの過剰発現は細胞周期の停止を引き起こし、アポトーシスをもたらす。同時に、CHOPによるアポトーシスの誘導によって細胞周期調節タンパク質p21の発現が阻害されることでも、細胞死は開始される。p21は細胞周期のG1期の進行を阻害するとともに、アポトーシス促進因子の活性の調節も行う。CHOPとp21との関係は、細胞の状態が小胞体ストレスへの適応からアポトーシス促進活性へと変化する過程に関係している可能性がある。
近年の研究では、前立腺がんではBAG5が過剰発現しており、小胞体ストレス誘導性のアポトーシスを阻害していることが示されている。BAG5の過剰発現はCHOPとBAXの発現を減少させ、BCL2の発現を増加させる。BAG5の過剰発現によって、PERK-eIF2-ATF4経路が抑制され、IRE1-XBP1経路の活性が亢進することで、UPR時の小胞体ストレス誘導性アポトーシスが阻害される。

## 相互作用
DDIT3（CHOP）は次に挙げる因子と相互作用することが示されている。
- ATF3（英語版）[54]
- C-Fos[55]
- C-Jun[55]
- CEBPB（英語版）[56][57]
- CSNK2A1（英語版）[58]
- JunD（英語版）[55]
- RPS3A（英語版）[59]

## 臨床的意義

### 脂肪肝と高インスリン血症における役割

CHOPはβ細胞の小胞体リモデリングを媒介する

マウスでは、Chop遺伝子の欠失による食餌誘導性性メタボリックシンドロームに対する保護効果が示されている。Chop遺伝子の生殖細胞系列ノックアウトマウスでは、肥満は同程度にもかかわらずより良好な血糖管理がみられる。こうした肥満とインスリン抵抗性との解離に対するもっともらしい説明の1つは、CHOPが膵臓β細胞からのインスリンの過剰分泌を促進しているということである。
GLP1-アンチセンスオリゴヌクレオチドデリバリーシステムによるChop遺伝子の欠失は、インスリンの減少と脂肪肝の改善の効果を示すことが臨床前マウスモデルで示されている。

### 感染における役割
感染によってCHOP誘導性アポトーシス経路が活性化される病原体としては次のようなものが同定されている。
- ブタサーコウイルス（英語版）2型（PCV2）（PERK-eIF2α-ATF4-CHOP-BCL2経路）[65]
- HIV（XBP1-CHOP-カスパーゼ-3/9経路）[66][67]
- 鶏伝染性気管支炎ウイルス（PERK-eIF2α-ATF4-CHOP経路またはPKR-eIF2α-ATF4-CHOP経路）[68]
- 結核菌（PERK-eIF2α-ATF4-CHOP経路）[69][70]
- ピロリ菌（PERK-eIF2α-ATF4-CHOP経路またはPKR-eIF2α-ATF4-CHOP経路）[71]
- 大腸菌（CHOP-DR5-カスパーゼ-3/8経路）[72]
- 志賀赤痢菌（英語版）（p38-CHOP-DR5経路）[73]

CHOPは感染時のアポトーシスの誘導に重要な役割を果たしており、さらなる研究によって病因の理解が深まり、新たな治療アプローチの発明のきっかけとなる可能性がある重要な標的である。一例として、CHOPの発現に対する低分子阻害剤は小胞体ストレスや微生物感染症を防ぐための治療オプションとなる可能性がある。また、PERK-eIF2α経路の低分子阻害剤はPCV2の複製を制限することが示されている。

### その他の疾患における役割
CHOPはアポトーシスを媒介する機能を持つため、その発現の調節は代謝疾患や一部のがんに重要な役割を果たしている。CHOP発現の調節は、アポトーシスの誘導を介してがん細胞に影響を及ぼす治療アプローチとなる可能性がある。炎症条件下（炎症性腸疾患や大腸炎の実験モデル）の腸管上皮では、CHOPがダウンレギュレーションされることが示されている。こうした条件下では、CHOPはアポトーシス過程よりも細胞周期の調節に関与しているようである。
CHOPの変異や融合（FUSとの融合によるFUS-CHOPの形成など）は粘液型脂肪肉腫の原因となる。

## 関連文献
- “CCAAT/enhancer-binding proteins: structure, function and regulation”. The Biochemical Journal 365 (Pt 3):  561–75. (August 2002). doi:10.1042/BJ20020508. PMC 1222736. PMID 12006103.
- “Roles of CHOP/GADD153 in endoplasmic reticulum stress”. Cell Death and Differentiation 11 (4):  381–9. (April 2004). doi:10.1038/sj.cdd.4401373. PMID 14685163.
- “Rearrangement of the transcription factor gene CHOP in myxoid liposarcomas with t(12;16)(q13;p11)”. Genes, Chromosomes & Cancer 5 (4):  278–85. (November 1992). doi:10.1002/gcc.2870050403. PMID 1283316.
- “Isolation, characterization and chromosomal localization of the human GADD153 gene”. Gene 116 (2):  259–67. (July 1992). doi:10.1016/0378-1119(92)90523-R. PMID 1339368.
- “CHOP, a novel developmentally regulated nuclear protein that dimerizes with transcription factors C/EBP and LAP and functions as a dominant-negative inhibitor of gene transcription”. Genes & Development 6 (3):  439–53. (March 1992). doi:10.1101/gad.6.3.439. PMID 1547942.
- “Localization of the chromosomal breakpoints of the t(12;16) in liposarcoma to subbands 12q13.3 and 16p11.2”. Cancer Genetics and Cytogenetics 48 (1):  101–7. (August 1990). doi:10.1016/0165-4608(90)90222-V. PMID 2372777.
- “Fusion of the dominant negative transcription regulator CHOP with a novel gene FUS by translocation t(12;16) in malignant liposarcoma”. Nature Genetics 4 (2):  175–80. (June 1993). doi:10.1038/ng0693-175. PMID 7503811.
- “Fusion of CHOP to a novel RNA-binding protein in human myxoid liposarcoma”. Nature 363 (6430):  640–4. (June 1993). Bibcode: 1993Natur.363..640C. doi:10.1038/363640a0. PMID 8510758.
- “Analysis of ATF3, a transcription factor induced by physiological stresses and modulated by gadd153/Chop10”. Molecular and Cellular Biology 16 (3):  1157–68. (March 1996). doi:10.1128/MCB.16.3.1157. PMC 231098. PMID 8622660.
- “Stress-induced phosphorylation and activation of the transcription factor CHOP (GADD153) by p38 MAP Kinase”. Science 272 (5266):  1347–9. (May 1996). Bibcode: 1996Sci...272.1347W. doi:10.1126/science.272.5266.1347. PMID 8650547.
- “Physical and functional association between GADD153 and CCAAT/enhancer-binding protein beta during cellular stress”. The Journal of Biological Chemistry 271 (24):  14285–9. (June 1996). doi:10.1074/jbc.271.24.14285. PMID 8662954.
- “CHOP enhancement of gene transcription by interactions with Jun/Fos AP-1 complex proteins”. Molecular and Cellular Biology 19 (11):  7589–99. (November 1999). doi:10.1128/MCB.19.11.7589. PMC 84780. PMID 10523647.
- “Novel interaction between the transcription factor CHOP (GADD153) and the ribosomal protein FTE/S3a modulates erythropoiesis”. The Journal of Biological Chemistry 275 (11):  7591–6. (March 2000). doi:10.1074/jbc.275.11.7591. PMID 10713066.
- “Nitric oxide-induced apoptosis in RAW 264.7 macrophages is mediated by endoplasmic reticulum stress pathway involving ATF6 and CHOP”. The Journal of Biological Chemistry 277 (14):  12343–50. (April 2002). doi:10.1074/jbc.M107988200. PMID 11805088.
- “Activation of peroxisome proliferator-activated receptor-gamma stimulates the growth arrest and DNA-damage inducible 153 gene in non-small cell lung carcinoma cells”. Oncogene 21 (14):  2171–80. (March 2002). doi:10.1038/sj.onc.1205279. PMID 11948400.
- “Activator protein-1 and CCAAT/enhancer-binding protein mediated GADD153 expression is involved in deoxycholic acid-induced apoptosis”. Biochimica et Biophysica Acta (BBA) - Molecular and Cell Biology of Lipids 1583 (1):  108–16. (June 2002). doi:10.1016/s1388-1981(02)00190-7. PMID 12069855.
- “Expression and transactivating functions of the bZIP transcription factor GADD153 in mammary epithelial cells”. Oncogene 21 (27):  4289–300. (June 2002). doi:10.1038/sj.onc.1205529. PMID 12082616.